# Musique profane
 (février 2008).
Si vous disposez d'ouvrages ou d'articles de référence ou si vous connaissez des sites web de qualité traitant du thème abordé ici, merci de compléter l'article en donnant les références utiles à sa vérifiabilité et en les liant à la section « Notes et références ».
La musique profane, dite aussi musique séculière ou encore musique mondaine, regroupe les genres musicaux qui ne sont pas associés aux pratiques religieuses d'un groupe social donné. Le concept s'oppose donc à celui de musique sacrée. La musique profane peut être vocale ou instrumentale. C'est le contraire de la musique religieuse. 
- La musique profane vocale comprend de nombreux genres musicaux : chanson populaire (pour toutes circonstances), musique pour le spectacle (opéra, opéra-comique, zarzuela, Singspiel, opérette, comédie musicale, musique de scène...), chant pour le concert (aria, mélodie, lied, cantate, chœur...), etc.
- La musique profane instrumentale comprend également de nombreux genres musicaux : musique pour la danse (ballet, danses populaires, danses de société, danses de couple, etc.)